# موفات، میشیگان
موفات (به انگلیسی: Moffatt Township) یک منطقهٔ مسکونی در ایالات متحده آمریکا است که در شهرستان ارناک، میشیگان واقع شده‌است.
 موفات ۸۳٫۱ کیلومتر مربع مساحت و ۱٬۱۸۴ نفر جمعیت دارد و ۲۳۴ متر بالاتر از سطح دریا واقع شده‌است.